# Acanthagrion truncatum
Acanthagrion truncatum е вид насекомо от семейство Coenagrionidae. Видът е незастрашен от изчезване.

## Разпространение
Разпространен е в Бразилия, Венецуела и Гвиана.